# Teela Brown
Teela Brown (či počeštěně Teela Brownová) je fiktivní postava vytvořená Larry Nivenem v jeho knižní sérii Prstenec. Teela byla čtvrtým členem členem výpravy ze Známého vesmíru k Prstenci, kterou zorganizoval loutkař Nessus. Byla vybrána do expedice pro své štěstí, jak doufal Nessus. Teela byla výsledkem šesté generace výherců Porodní loterie, kterou se na Zemi umožňuje mít další dítě v rámci zamezení přemnožení planety. Nessus předpokládal, že celou expedici bude ochraňovat její štěstí a proto byla ostatními nazývána jako Štístko.